# Friedrich Bayha
Georg Martin Friedrich Bayha (* 7. Mai 1832 in Echterdingen; † 18. Juni 1902 in Tübingen) war Gastwirt und Mitglied des Deutschen Reichstags.

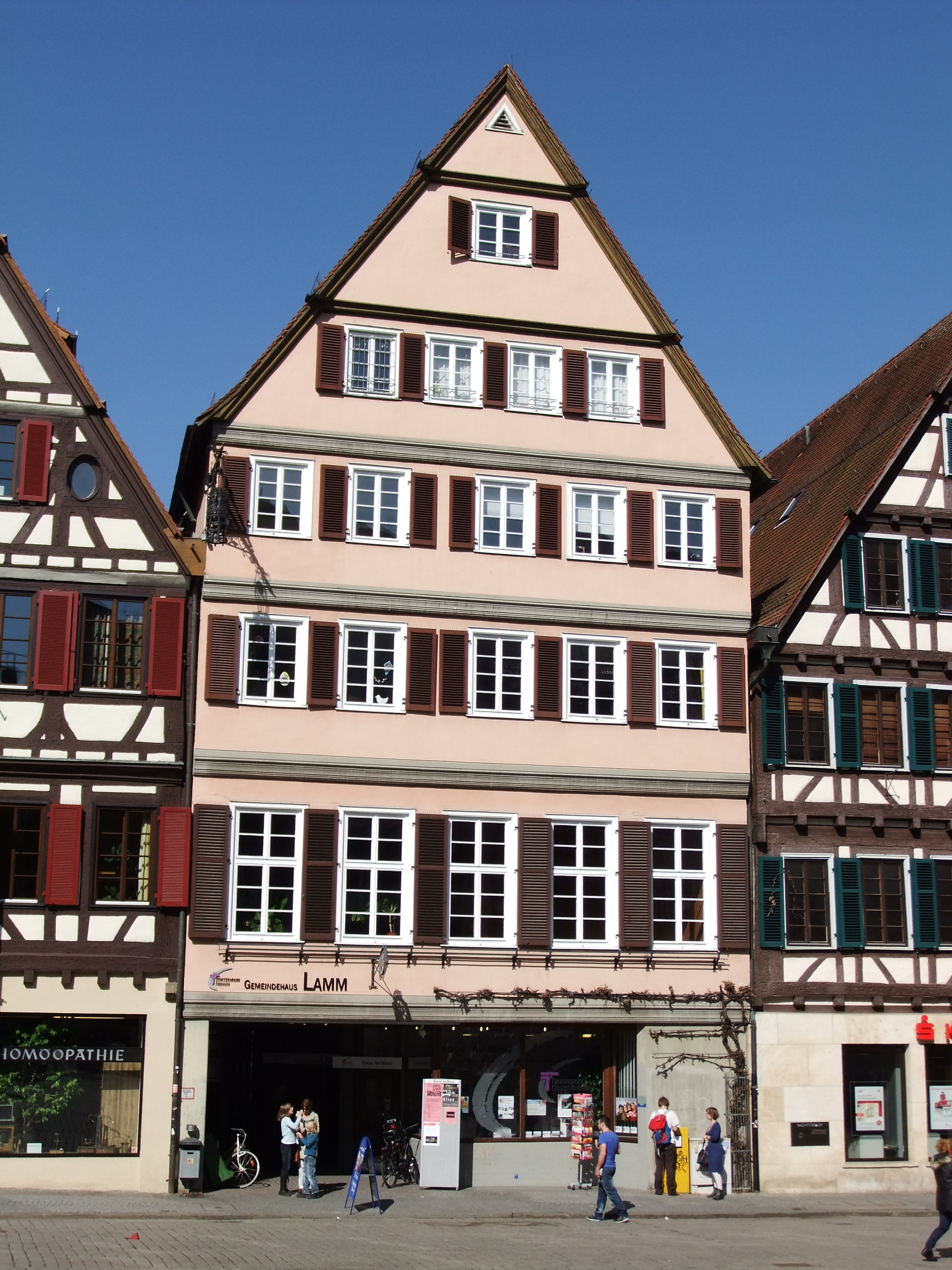
Ehemaliges Gasthof Lamm, heute Gemeindehaus der evangelischen Stiftskirchengemeinde (Zustand von 2012)

## Leben
Bayha besuchte den Salon bei Ludwigsburg, studierte Landwirtschaft und wurde Gutsbesitzer in Merklingen. Ab 1871 war er Besitzer des Gasthofs Lamm in Tübingen und dort auch Gemeinderat. Zwischen 1868 und 1870 war er Abgeordneter in der Zweiten Kammer der Württembergischen Landstände für das Oberamt Leonberg, von 1890 bis 1894 für das Oberamt Tübingen. Er war Mitglied der nationalliberalen Deutschen Partei.
Von 1887 bis 1890 war er Mitglied des Deutschen Reichstags für den Wahlkreis Württemberg 6 (Reutlingen, Tübingen, Rottenburg). Im Reichstag schloss er sich der Fraktion der Deutschen Reichspartei an.